# Окассен и Николетта
«Окассе́н и Николе́тта» (фр. Aucassin et Nicolette) — французский рыцарский роман первой половины XIII века в жанре песни-сказки (шантефабль). Существуют два русских перевода — Марии Ливеровской и Александра Дейча.
Возникший где-то в районе Арраса (Пикардия), роман представляет собой единственное сохранившееся из французской литературы средневековья повествование в жанре чередования стихов и прозы: то, что сам анонимный автор называет «песня-сказка». По сюжету это типичный греческий роман с его разлуками и воссоединением, поэтому исследователи предпочитают называть его не рыцарским, а идиллическим.

## Сюжет

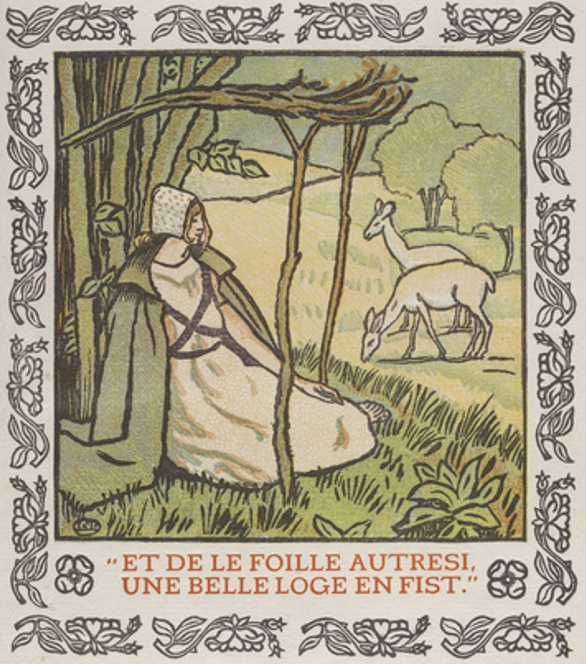
Иллюстрация Люсьена Писарро к изданию романа (1903)

«Окассен и Николетта» — это рассказ о беззаветной любви двух юных сердец, любви, преодолевающей все преграды и препятствия. Героев разлучает и их социальное положение: он — графский сын, она — пленница-сарацинка, и вера: он — христианин, она — мусульманка (ирония здесь в том, что христианин Окассен носит типично арабское имя (Aucassin=Al-Kâsim, Аль-Касим), мусульманка же Николетта — типично французское). Разлучают любящих и воля отца героя, мечтающего о совсем другом браке для сына, и морские пираты, захватившие корабль, на котором плывет Николетта, и т. д. Роман включает известное описание бурлескной страны Торлор (Torelore), король которой лежит в родовых муках, а королева в это время ведёт войско в битву «печёными яблоками, яйцами и свежими сырами». В романе указывается, что позже «Окассен жил в замке Торлор, полный веселья и радости, так как с ним была Николет, его нежная подруга, которую он так любил», а «король Торлорский» больше нигде не упоминался. Предполагается, что такой сюжетный сдвиг вызван или тем, что текст был испорчен, или в нём появилась лакуна. Кроме того, возможно, что в результате конфликта Окассен сбросил с престола короля и занял его место. Окассен правил страной три года, до того времени пока её не захватили сарацины. Они разлучили влюблённых. Николетта оказалась в Картахене, где в ней узнал свою дочь местный правитель. Окассен сумел счастливо избежать плена, так как корабль сарацин потерпел крушение в районе его родового замка Бокер. Так как его родителей уже не было в живых, он вступил во владение замком. После этого к нему присоединилась Николетта, сумевшая скрытно вернуться в Бокер.

## Цитата
Знаменитая цитата о рае и аде:
В рай пойдут лишь те люди, о которых я вам сейчас расскажу. Туда идут престарелые священники, немощные, старые калеки, что по целым дням и ночам толпятся у алтарей и старых склепов, туда идут те, кто ходит в лохмотьях, поношенных плащах, те, кто бос, наг и оборван, кто умирает от голода, жажды, от холода и нищеты. Все они идут в рай, но мне нечего с ними делать. Мне же хочется отправиться в ад, ибо в ад идут отменные ученые, добрые рыцари, погибшие на турнирах или во время больших войн, туда идут славные воины и свободные люди; с ними мне и хотелось бы пойти. Туда же идут прекрасные благородные дамы, что имеют по два или по три возлюбленных, не считая их мужей; туда идет золото и серебро, дорогие разноцветные меха, туда идут игрецы на арфе, жонглеры и короли нашего мира.

## В оперном искусстве
- 1779 — «Окассен и Николетта, или Обычаи доброго старого времени» (Aucassin et Nicolette ou les Mœurs du bon vieux temps), музыкальная комедия в 4-х актах композитора Андре Гретри.
- 1813 — «Окассен и Николетта» (нем. Aucassin und Nicolette) опера барона И. Н. фон-Пойсля (Johann Nepomuk von Poißl).
- 1909 — опера «Окассен и Николетта» (премьера в 1924 году) композитора Поля Ле Флема.